# 杨天受
杨天受（1899年10月—？），天津人，中国实业家、政治人物，中国民主建国会中央委员会常务委员，天津市政协原副主席，第四届全国政协委员，第五、六、七届全国人大代表。